# 네이선 베이커
네이선 루크 베이커(Nathan Luke Baker, 1991년 4월 23일 ~ )은 잉글랜드의 전 축구 선수로, 현역 시절 포지션은 수비수였다. 그는 예전에 입은 머리 부상으로 인해 2022년 8월 29일 공식적으로 은퇴를 발표하였다.